# Alexander von Schönburg-Hartenstein

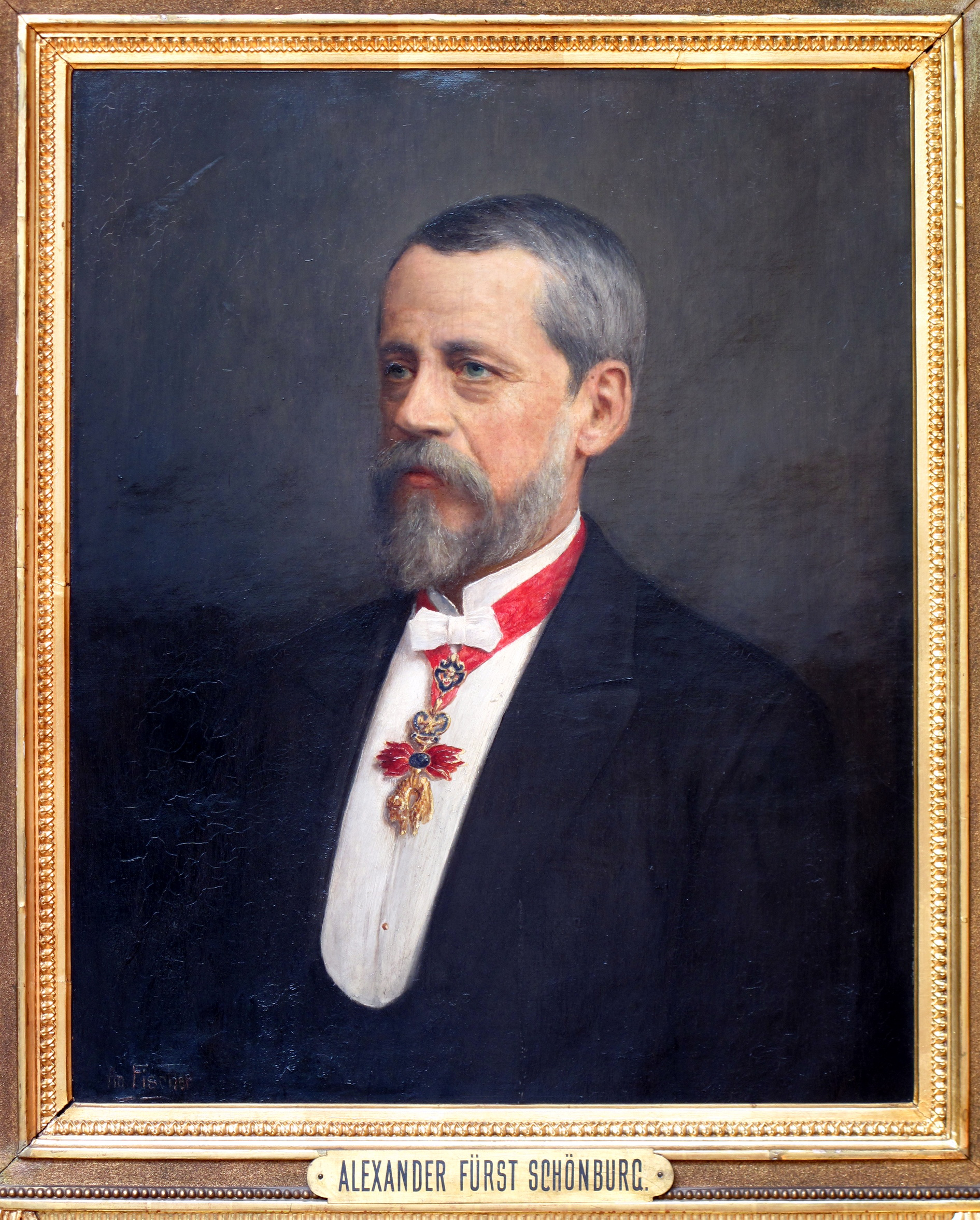
Alexander Fürst von Schönburg-Hartenstein, von Adolph Johannes Fischer gemalt

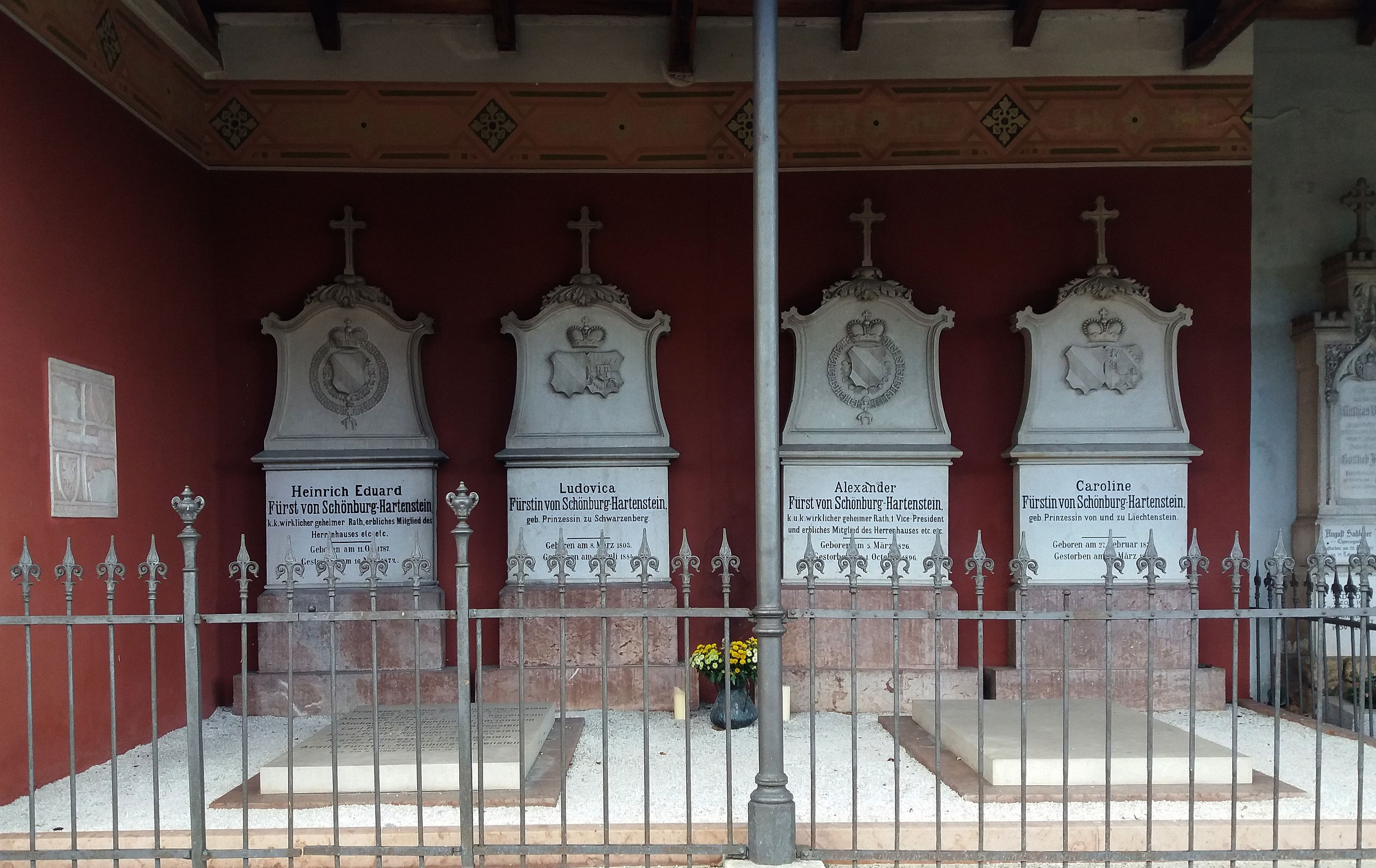
Friedhof Bad Ischl: Gräber der Familie Schönburg-Hartenstein, wo u. a. die Fürsten Heinrich Eduard (1787–1872), Alexander (1826–1896) und Alexander (1888–1956) bestattet sind.

Josef Alexander Heinrich Otto Fürst von Schönburg-Hartenstein (* 5. März 1826 in Wien; † 1. Oktober 1896 ebenda) war österreichisch-ungarischer Diplomat, Politiker und Gutsbesitzer.

## Leben
Alexander entstammte dem deutschen Adelsgeschlecht von Schönburg. Er war Sohn des Fürsten (Heinrich) Eduard von Schönburg-Hartenstein (1787–1872) und seiner zweiten Frau Aloisia Prinzessin von Schwarzenberg (1803–1884).
Fürst Alexander begann seine Karriere im diplomatischen Dienst 1847 als Attaché im Haag (Den Haag), war dann 1849 in London, ab 1850 in Berlin, wo er 1851 zum Honorar-Legationssekretär ernannt wurde, und ab 1852 in Paris tätig. Anfang 1855 kam er zunächst als weiterer Legationssekretär nach Karlsruhe, wurde jedoch schon wenige Monate später – auch im Zusammenhang mit seiner bevorstehenden Vermählung – zum Gesandten befördert. Von 1859 bis 1863 leitete er die Gesandtschaft in München. Ende 1863 trat er auf eigenen Wunsch in Disponibilität und zog sich auf seine böhmischen und mährischen Güter zurück. Von 1872 bis 1882 gehörte er dem böhmischen Landtag an und war 1881/82 Obmann des Klubs des Verfassungstreuen Großgrundbesitzes. Nach dem Tod seines Vaters, 1872, erbte er dessen Sitz im Herrenhaus und begann eine vielfältige politische Tätigkeit für die Partei der Verfassungstreuen. 1879 wurde er zum Vizepräsident des Herrenhauses gewählt und blieb dies bis zu seinem Tod.
Alexander von Schönburg-Hartenstein ist bestattet auf dem Friedhof Bad Ischl.

## Familie
Am 3. Juni 1855 vermählte er sich zu Wien mit Prinzessin Caroline Josephine Prinzessin von und zu Liechtenstein (1836–1885). Aus der Ehe gingen mehrere Kinder hervor:
- Ludovika Prinzessin von Schönburg-Hartenstein (* 3. Juli 1856; † 5. Juli 1932),
- Franziska Prinzessin von Schönburg-Hartenstein (* 28. August 1857; † 20. Januar 1926),
- Alois Fürst von Schönburg-Hartenstein (1858–1944),
- Maria Theresa Prinzessin von Schönburg-Hartenstein (* 17. Dezember 1861; † 25. August 1945),
- Eduard Prinz von Schönburg-Hartenstein (* 24. März 1863; † 18. April 1903),
- Johannes Prinz von Schönburg-Hartenstein (* 12. September 1864; † 30. März 1937).